# Riama unicolor
Espèce
Synonymes
- Ecpleopus petersi Boettger, 1878
- Proctoporus lividus Thominot, 1889

Riama unicolor est une espèce de sauriens de la famille des Gymnophthalmidae.

## Répartition
Cette espèce est endémique d'Équateur. Elle se rencontre entre 2 390 et 3 300 m d'altitude.

## Publication originale
- Gray, 1858 : Description of Riama, a new genus of lizards, forming a distinct family. Proceedings of the Zoological Society of London, vol. 1858, p. 444–446 (texte intégral).